# Подойніцин Григорій Якимович
Григо́рій Яки́мович Подойніцин (рос. Григорий Якимович Подойницын; 13 жовтня 1897, Чермоз — 13 березня 1956, Київ) — радянський військовий юрист, генерал-майор юстиції.

## Біографія
Народився 13 жовтня 1897 року в місті Чермозі (тепер Іллінського району Пермського краю) в робітничій родині. Росіянин. Закінчив двокласне училище. З десятирічного віку працював на видобутку торфу. Потім працював на тавруванні листів заліза, лічильником ударів у залізооздоблювальному цеху, потім — конторником. На початку квітня 1917 року вступив до РСДРП. У грудні 1917 року був делегатом губернського з'їзду.
З виходом декрету про створення Робітничо-селянської Червоної армії вступив до Чермозівського загону, який пізніше став називатися Чермозівською ротою 1-го Пермського радянського полку, перейменованою потім в полк Рад Приуралля. Григорій Подойніцин був обраний головою ротного комітету. В складі роти брав участь в Громадянській війні в Росії. Воював на Верхньоуральському фронті з білогвардійськими загонами генерала Дутова. У вересні 1918 року повернувся до Чермоза разом із залишками роти. З цього часу обраний військовим комісаром Чермозької волості. Після падіння Пермі і відступу частин Червоної армії в 1919 році призначений секретарем політвідділу бригади в одній із стрілецьких дивізій. У тому ж році — судовим секретарем військового трибуналу. З тих пір вся його життя було пов'язане з діяльністю військових трибуналів: Уральського військового округу, Уссурійської залізниці, Особливого корпусу на білофінському фронті, Архангельського військового округу тощо.
На фронті німецько-радянської війни з 3 липня 1941 року. Спочатку голова військового трибуналу 28-ї, а потім 43-ї армій. Генерал-майор з 11 березня 1943 року. Разом з радянськими військами дійшов до Берліна.

Могила Григорія Подойніцина

З квітня 1949 року до відходу в 1955 році у відставку, внаслідок важкої хвороби, був головою військового трибуналу Київського військового округу. Помер 13 березня 1956 року. Похований в Києві на Лук'янівському військовому цвинтарі.

## Нагороди
Нагороджений:
- ордени: Леніна, Червоного Прапора, Червоної Зірки;
- медалі: «XX років РСЧА»[1].